# ريكاردو ميلي
ريكاردو ميلي هو لاعب كرة قدم سويسري في مركز حراسة المرمى، ولد في 6 مارس 1982 في سويسرا. لعب مع نادي بازل ونادي بانيونيوس ونادي فادوتس ونادي ويل.

## وصلات خارجية
- ريكاردو ميلي على موقع قاعدة بيانات كرة القدم.إي يو (الإنجليزية)
- ريكاردو ميلي على موقع Soccerway.com (الإنجليزية)